# Amanda Fondell

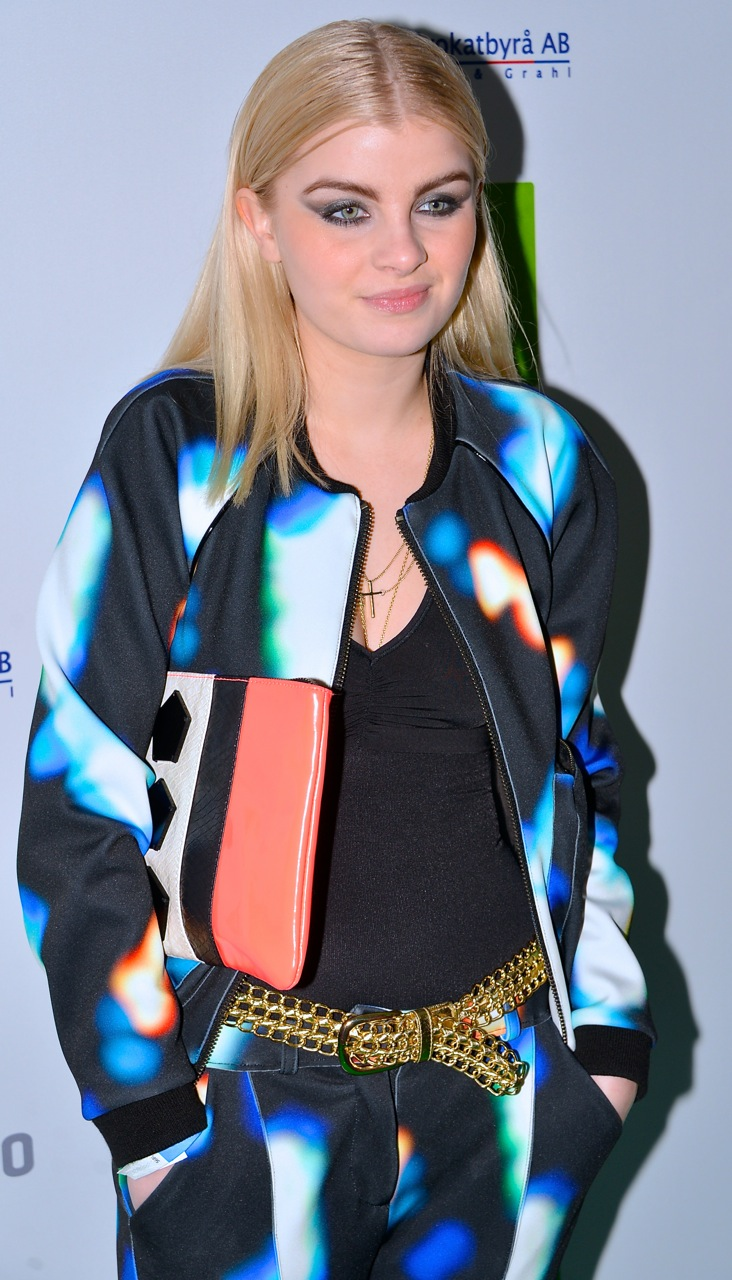
Amanda Fondell på Grammisgalan på Cirkus 2013.

Amanda Linnea Fondell, född 29 augusti 1994 i Linderöd i Kristianstads kommun, är en svensk sångerska. Hon vann Idol 2011 och deltog i Melodifestivalen 2013.

## Biografi

### Idol 2011
Fondell sökte till Idol 2011 i Lund där hon framförde en cover av "Mercy". Hon kvalificerade sig till slutaudition, och i den sista etappen där TV-publiken skulle rösta fram sina favoriter, framförde hon en egen tolkning av Womanizer vilket gav henne en plats till veckofinalerna.
Fondell kvalificerade sig till den stora finalen i Globen i Stockholm och tävlade mot sångaren Robin Stjernberg. Fondell fick 52 % av tv-tittarnas röster och vann därmed 2011 års Idol, och ett skivkontrakt med Universal Music. Fondells första musiksingel släpptes direkt efter semifinalen den 2 december 2011 och det var vinnarlåten för Idol 2011, "All This Way" som är skriven bland annat av artisten och den före detta Idoltvåan Darin Zanyar. Låten kom etta på den svenska singellistan, samt Digilistan, och fick stora framgångar. Hennes debutalbum All This Way, som innehåller vinnarlåten samt låtar hon framfört under Idol-säsongen, släpptes den 19 december 2011.

### Melodifestivalen och andra albumet
Sommaren 2012 medverkade Fondell i Allsång på Skansen. 16 februari 2013, deltog Fondell i den tredje deltävlingen av Melodifestivalen 2013 i Skellefteå Kraft Arena i Skellefteå med låten "Dumb", skriven av Freja Blomberg och Fredrik Samsson. Hon blev dock utslagen. Låten testades på Svensktoppen den 3 mars samma år men kom inte in på listan.
Den 7 november 2014 släppte Fondell sitt andra album, Because I Am.

### 2017-
Efter en tid av tystnad släppte Fondell en EP, In a Talk With Nature, som innehöll 4 låtar. Fondell släppte 2 singlar från EP:en, Naked och Count On You.
Den 1 juni 2018 släppte Fondell en singel med låten "Crown". Låten är skriven, producerad och släppt av Fondell själv.
Den 29 mars 2019 släppte Fondell en singel med låten "Heart of Glass"

### Övrigt
Amanda Fondell har även arbetat som klädmodell.

## Diskografi
Album
| Album               | Lista (2011–2012) | Topplacering |
| ------------------- | ----------------- | ------------ |
| 2011 – All This Way | Sverige           | 1            |
| 2014 – Because I Am | –                 | –            |

EP
| EP                           | Lista | Topplacering |
| ---------------------------- | ----- | ------------ |
| 2017 – In a Talk With Nature | –     | –            |

Singlar
| Singlar                  | Lista (2011–2013) | Topplacering |
| ------------------------ | ----------------- | ------------ |
| 2011 – All This Way      | Sverige           | 1            |
| 2011 – Hey Ya            | Sverige           | 44           |
| 2012 – Made Of           | Sverige           | 35           |
| 2012 – True Colors       | Sverige           | 43           |
| 2012 – Bastard           | Sverige           | –            |
| 2013 – Dumb              | Sverige           | 49           |
| 2013 – Let the Rain Fall | Sverige           | –            |
| 2014 – Keep the Love     | –                 | –            |
| 2017 – Naked             | –                 | 66           |
| 2017 – Count On You      | –                 | –            |
| 2018 – Crown             | –                 | –            |
| 2019 – Heart of Glass    | –                 | –            |